# Oakham
Oakham este un oraș în Regatul Unit, reședința comitatului Rutland, în regiunea East Midlands, Anglia. 
1. ↑   http://www.citypopulation.de/php/uk-england-eastmidlands.php?cityid=E34001373 Lipsește sau este vid: |title= (ajutor)